# Згромадження сестер святого Йосипа
Згромадження сестер святого Йосипа (йосифітки) — жіноче католицьке згромадження, засноване 17 лютого 1884 року у Львові. Співзасновники: священник Львівської архідієцезії Зигмунт Ґораздовський і перша генеральна настоятелька сестра Саломеа Данек.
До Другої світової війни генеральний дім згромадження був у Львові, організація володіла 45 будинками, мала також власний гробівець на Личаківському цвинтарі. 1946 року генеральний дім переїхав до міста Тарнів (Польща), а з 1970-х років створено осередки в деяких країнах Європи, Південної Америки та Африки.
Станом на 2019 рік згромадження нараховує близько 500 сестер і функціонує у 10 країнах світу: Польща, Україна, Італія, Франція, Німеччина, Республіка Конго, Камерун, Бразилія, Демократична Республіка Конго, Габон.